# Obraceč tahu

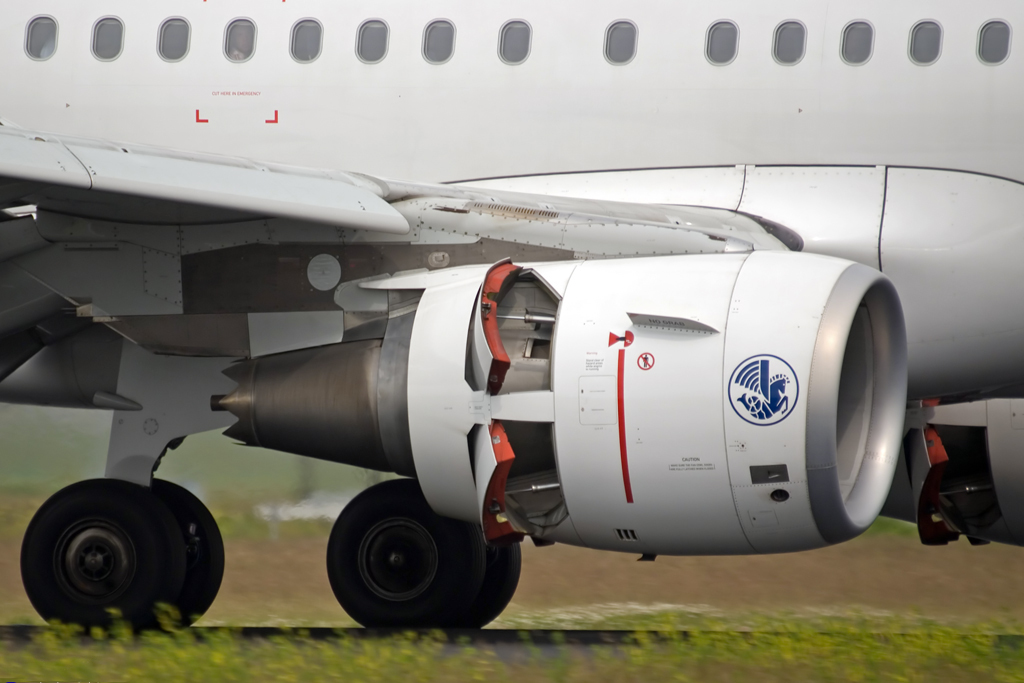
Obraceče tahu na motoru CFM56 letounu Airbus A320

Obraceč tahu, reverzní tah, nebo zpětný tah je dočasné přesměrování tahu leteckých motorů tak, aby jejich tah směřoval dopředu a působil tak proti dopřednému pohybu letadla a zpomalil ho. Systémy zpětného tahu se používají u většiny dnešních proudových letadel, jak civilních, tak vojenských. Používání obraceče tahu umožňuje použití kratší přistávací dráhy a snižuje opotřebení brzd a pneumatik. Obraceč tahu se obvykle zapíná bezprostředně po dotknutí koly letounu přistávací dráhy. Také je možné jej použít v neočekávaných situacích, kdy je nutné co nejdříve zabrzdit letoun (například při vzletu). Reverzní tah využívají také vrtulové letouny, které jsou vybaveny stavitelnými vrtulemi, které umožňují nastavení do záporného úhlu (a tak způsobují záporný tah).
V principu obraceč tahu pracuje takovým způsobem, aby přesměroval výkon motoru dopředu, protože to však není technicky možné a ani žádoucí, je tok plynů směřován jen přibližně 45° vpřed. Směrování výtokových plynů proudových motorů je řešeno mechanicky.

## Možné druhy zpětného tahu

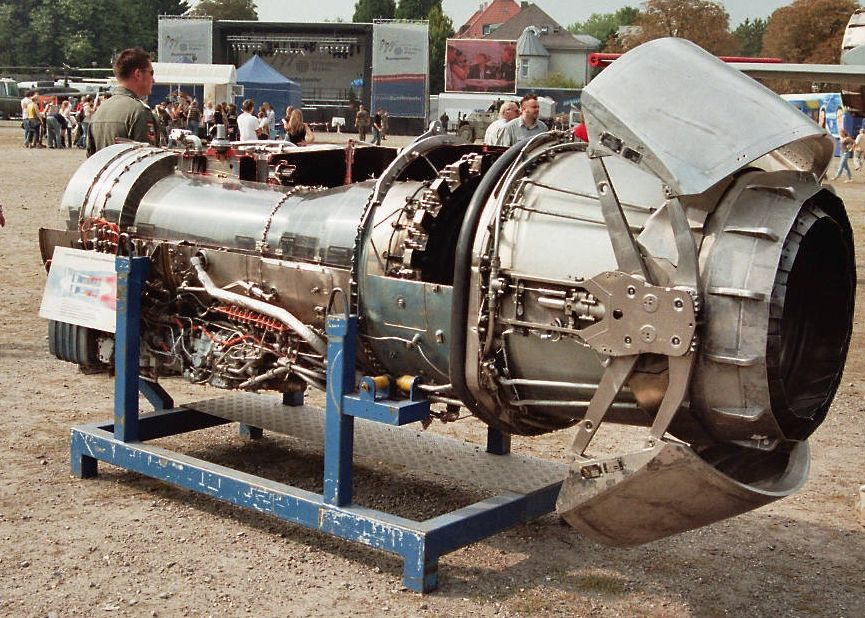
Obraceč tahu na motoru RB.199 z letounu Panavia Tornado

### Vrtulové letouny
Nejjednodušší systém reverzního tahu je u vrtulových letounů. Pro reverzní tah potřebuje být vybaven stavitelnými vrtulemi, které umožňují nastavení do záporného úhlu, čímž způsobují záporný tah.
Například Grumman E-2 Hawkeye.

### Letouny s proudovými motory
- Mechanicky uvnitř motoru (před výstupní tryskou). Například Concorde.[1][2]
- Mechanicky vně motoru (za výstupní tryskou). Například Fokker 100, Panavia Tornado.[1][2]
- Natáčivé lopatky uvnitř motoru.[1][2]
- Klapkami u dvouproudových motorů. Například Airbus A340, C-17 Globemaster III.[1][2]

## Havárie
Nesprávné fungování či samovolné spuštění zpětného tahu stálo za několika nehodami. Nejznámější z nich je pád letu Lauda Air 4 (Boeing 767-300ER), vyvolaný samovolnou aktivací obraceče tahu u jednoho z motorů za letu, který vyústil v úmrtí všech 223 osob na palubě.